# WETA-TV
WETA-TV（仮想チャンネル26・UHFデジタルチャンネル31）は、アメリカ合衆国の首都・ワシントンD.C.に認可された主要な公共放送サービス（PBS）加盟のテレビ局。グレーター・ワシントン教育電気通信協会（Greater Washington Educational Telecommunications Association）が所有する当局は、ナショナル・パブリック・ラジオ（NPR）のメンバーであるWETA (FM)（90.9 FM）の姉妹局である。2局は、バージニア州アーリントン郡の近くにあるスタジオを共有しており、送信所は、ノースウェスト (ワシントンD.C.)のテンレイタウン地区にある。
WETA-TVも効果的だが、非公式に、ボストンのWGBH-TVやニューヨーク市のWNETと並んで、PBSの3つの主要局の1つとして機能している。PBSが全国的に配信しているWETA-TVが制作した番組には、『PBSニュースアワー』、『ワシントン・ウィーク』、ケン・バーンズのドキュメンタリーや『ア・キャピトル・フォース』などの文化的・ドキュメンタリー番組がある。

## 歴史
1952年、連邦通信委員会（FCC）は、アメリカ全体で242のチャンネルを非営利目的で割り当て、チャンネル26は、ワシントンD.C.で使用するために割り当てられた。1953年、グレーター・ワシントン教育テレビジョン協会（Greater Washington Educational Television Association、GWETA）が結成され、チャンネル26の建設許可を申請し、コロンビア特別区公立学校（D.C.教育委員会）に加わった。同教育委員会は1954年にその入札を取り下げた。GWETAは、エリザベス・キャンベル (テレビ)が組織を設立したことを認めている。初期の頃、独自のチャンネルのライセンスが付与される前に、GWETAはWMAL-TVとWTTGの教育番組を制作していた。
最終的に1961年5月3日に申請が行われ、同年6月12日に同チャンネルの建設許可が承認された。GWETAは、最終的にFCCからチャンネル26をアクティブ化するためのライセンスを付与され、WETA-TVは1961年10月2日に初放送され、最初のテレビ放映された学校放送は10月16日に放送された。WETAは元々アーリントンのヨークタウン高等学校 (バージニア州アーリントン郡)で運営されており、その後、1964年にハワード大学のキャンパスに運営を移した。急速な成長により、1963年に「月々の請求書を処理するのに苦労した」と言われていたWETA-TVは、1965年に2番目のチャンネルの考えさえ追求するようになった。1967年、他の非営利教育放送局に全国的に配信される最初の番組となり、現在は同ネットワークで最も長く放送されている政治討論番組『ワシントン・ウィーク・イン・レビュー』（現：『ワシントン・ウィーク』）の制作を開始した。
1970年頃、グレーター・ワシントン教育テレビジョン協会（Greater Washington Educational Television Association）は、新しいWETA (FM)の監督を反映して、名称をグレーター・ワシントン教育電気通信協会（Greater Washington Educational Telecommunications Association）に変更した。1972年、制作組織であるナショナル・パブリック・アフェアーズ・センター・フォー・テレビジョン（National Public Affairs Center for Television）がWETA-TVに統合された。1992年、アメリカで最初に公表された地上波高解像度テレビ信号を放送した。1995年、インタラクティブコンピュータネットワークであるCapAccessを買収した。その買収から、公立学校、公立図書館、地方自治体をインターネットに接続するのを支援した。
1996年、最初の全国教育プロジェクトで、学習障害と注意欠陥・多動性障害（ADHD）に関する正確で最新の情報とアドバイスを提供することにより、子供と大人が潜在能力を最大限に発揮できるよう支援することを目的としたウェブサイト「LD Online」を立ち上げた。2001年には、幼児が読書を学ぶ方法、多くの人々が苦労する理由、思いやりのある大人がどのように役立つかについての情報とリソースを提供するマルチメディアプロジェクトである「Reading Rockets」が参加した。2003年、Reading Rocketsは、教育者やスペイン語を話す英語学習者（ELL）の家族に情報、活動、アドバイスを提供する無料のウェブベースのサービスである「Colorín Colorado」をスピンオフした。読書に苦労している年長の生徒の保護者と教育者をサポートするために、2007年にAdLit.orgを立ち上げた。AdLit.orgは、10代の識字能力を発展し、学校中退を防ぎ、大学の要求に学生を備えるための調査（記事、教育戦略、学校ベースのアウトリーチイベント、専門能力開発ウェブキャスト、本の推奨）を提供するマルチメディア教育イニシアチブである。脳損傷について一般の人々を教育する必要性を見て、2008年に国防・退役軍人脳損傷センター（Defense and Veterans Brain Injury Center）と協力してBrainLine.orgを立ち上げた。同サイトには、ビデオ、ウェブキャスト、最近の研究、個人の話、外傷性脳損傷の予防、治療、生活に関する記事が掲載されている。
1997年、生放送でのメジャーリーグベースボール試合の史上初の高解像度テレビ放送をナショナル・プレス・クラブに放送することにより、新しいフルパワーデジタル送信所をテストし、同施設は1998年11月にフルタイム放送用にアクティブ化された。
2005年にPBS Kidsネットワークが全国的に閉局されたため、PBS Kids Sproutのパートナーにはならなかった。2006年4月までに、当局は、全国的なネットワークとして2007年1月に開始される前に、サブチャンネルにワールド・チャンネルの番組編成を追加していた。同年、子供向けチャンネルの放送を開始した。2009年2月、メインチャンネルで毎日3時間の子供向けの朝の番組ブロックを放映し、『チャーリー・ローズ (トーク番組)』、旅行番組、前日夜のゴールデンタイムの番組の繰り返し、映画、ドキュメンタリー、ミニシリーズなどの一般視聴者向け番組の午後を終了した。
WETA-TVは、ネットワークが2012年7月1日に有料に移行し、番組編成の柔軟性の欠如を認識したため、クリエイト (テレビネットワーク)を削除することを決定した。WETA How-Toのライフスタイル番組は、同年1月にクリエイトに取って代わった。WETA How-Toは、イギリスの番組に対する視聴者と地元視聴者の需要を分析した後、同年7月4日にWETA UKに置き換えられた。

## 技術情報

### サブチャンネル
当局のデジタルチャンネルは多重化されている。
| チャンネル | 解像度 | アスペクト比 | PSIPショートネーム | 番組編成                  |
| ---------- | ------ | ------------ | ------------------ | ------------------------- |
| 26.1       | 720p   | 16:9         | WETA-HD            | WETA-TVメイン番組編成/PBS |
| 26.2       | 720p   | 16:9         | WETA UK            | WETA UK                   |
| 26.3       | 480i   | 16:9         | KIDS               | PBS Kids                  |
| 26.4       | 480i   | 16:9         | WORLD              | ワールド・チャンネル      |
| 26.5       | 720p   | 16:9         | METRO              | WETA Metro                |

チャンネル26.2「WETA UK」は、イギリスで制作された番組のスケジュールで社内で制作されたサブチャンネルである。チャンネル26.5「WETA Metro」も社内で制作されており、ニュース番組のタイムシフトされた再放送と地元視聴者の興味を引く再放送に焦点を当てている。

### アナログ-デジタル変換
WETA-TVは、アメリカ国内のフルパワーテレビ局が連邦政府の命令の下でアナログ放送からデジタル放送に移行した公式の日付である2009年6月12日に、UHFチャンネル26でアナログ信号を終了した。当局のデジタル信号は、移行前のUHFチャンネル27で放送を続けた。プログラム及びシステム情報プロトコル（PSIP）を使用することにより、デジタルテレビ受信機は当局の仮想チャンネルを以前のUHFアナログチャンネル26として表示する。